# Bergelmir
Bergelmi, syn Thrudgelmirův, je obrem v severské mytologii pocházejícím z prvního pokolení „obrů z jinovatky“ či „mrazivých obrů“ (hrímtursů). Ti jsou potomky Ymiho, byly tedy zrozeni ještě před stvořením země (Midgardu). Ten byl zabit potomky Borovimi (Ódin, Vili a Vé), kteří z jeho těla počali tvořit svět (viz článek o Ymim).
Bergelmi se však se svojí ženou ukryl do lúdru (jakýsi žlab, rakev či necky ve smyslu druhu plavidla), a proto oba přežili potopu krve vytékající z těla Ymiho, která tvorbu světa provázela. Byl tak jediným obrem, který nezemřel.